# Basilique San Gennaro fuori le mura
La basilique San Gennaro fuori le mura (basilique Saint-Janvier-hors-les-Murs ; en italien, basilica di San Gennaro fuori le mura), appelée aussi basilique San Gennaro extra moenia, est le nom d'une église de Naples dont l'édification remonte au Ve siècle.
Elle doit son nom au lieu de construction choisi en dehors des murs de la cité, pour l'éloigner à l'époque, du monde païen. Elle est dédiée à saint Janvier.
Aujourd'hui, elle s'élève dans le centre historique dans le rione Sanità, à l'intérieur de l'hôpital San Gennaro dei Poveri.

## Histoire
Elle est parmi les plus intéressantes du point de vue historique et artistique, représentant in primis un bel exemple d'architecture paléochrétienne.
La basilique fut construite près des catacombes San Gennaro au Ve siècle, probablement à la suite de la réunion des deux sites funéraires préexistants, d'époques différentes : l'un du IIe siècle contenant la dépouille de Agrippin de Naples (le premier saint de la cité), et l'autre du IVe siècle, qui accueillit celle de San Gennaro, au moins jusqu'à sa translation en 817-832. Dans les années 870, la basilique restructurée partage le site avec la fondation d'un monastère dédié aux saints Gennaro et Agrippino. Au XVe siècle, sous l'autorité du cardinal Oliviero Carafa le précédent monastère est remplacé par la construction d'un hôpital pour les pestiférés. En 1669, le vice-roi Pedro Antonio de Aragón (es) transforme l'hôpital en hospice pour les pauvres.
Au cours du XVIIe siècle, la basilique est décorée d'éléments de style baroque.
En 1892, sa voûte est remplacée par une charpente de bois. Une rénovation importante est effectuée entre 1927 et 1932 qui annula la stratification séculaire restituant à l'édifice sa structure originale. L'ensemble témoigne de styles et formes architectoniques assez divers : par exemple, l'intérieur s'inspire du gothique tardif et présente une abside semi-circulaire paléochrétienne, soutenue par deux colonnes corinthiennes. Ses arcades constituent aussi un rare exemple d'architecture catalane.

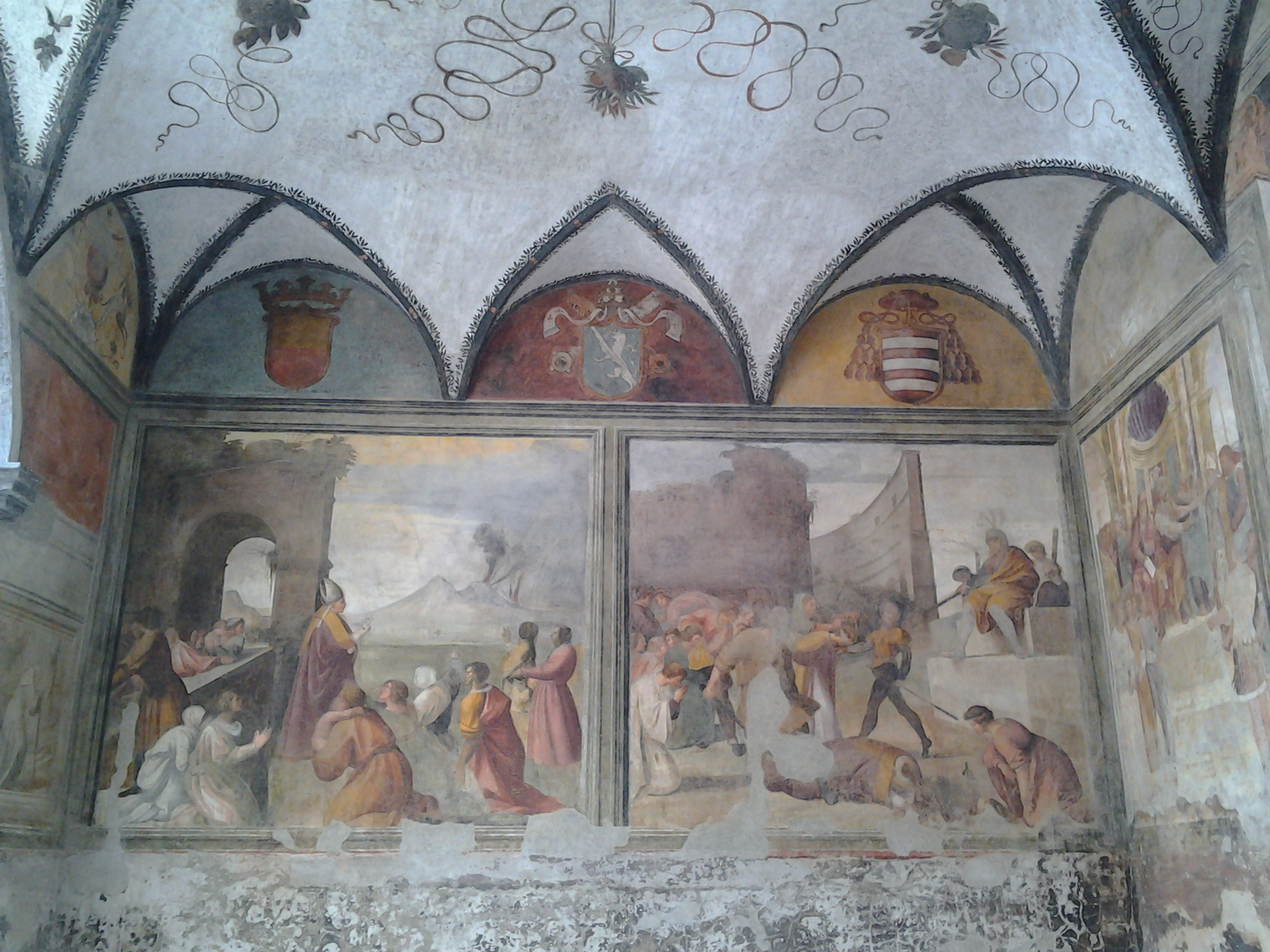
Fresque à l'intérieur de l'église

Depuis quelques années, les œuvres d'art - comme le ciborium du Quattrocento - qui étaient conservées dans la basilique, ont été transférées au Museo civico di Castel Nuovo, pour raison de sécurité.
Fermée pendant plus de quarante ans, la basilique est restaurée et rouverte au public le 21 décembre 2008.

## Sources
- (it) Cet article est partiellement ou en totalité issu de l’article de Wikipédia en italien intitulé « Basilica di San Gennaro fuori le mura » (voir la liste des auteurs).